# Scheuldergroeve I

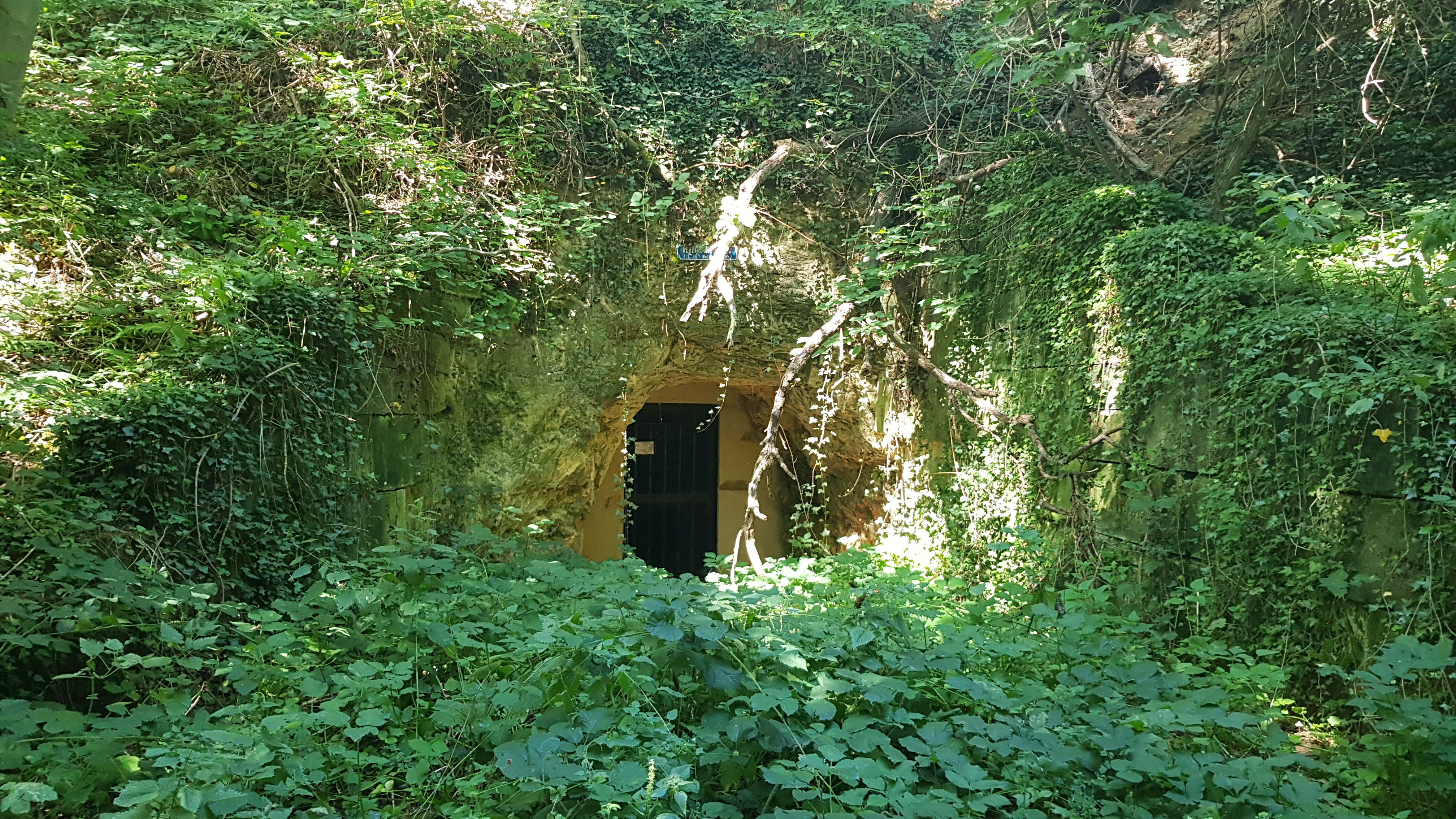
Noordelijke ingang Scheuldergroeve I

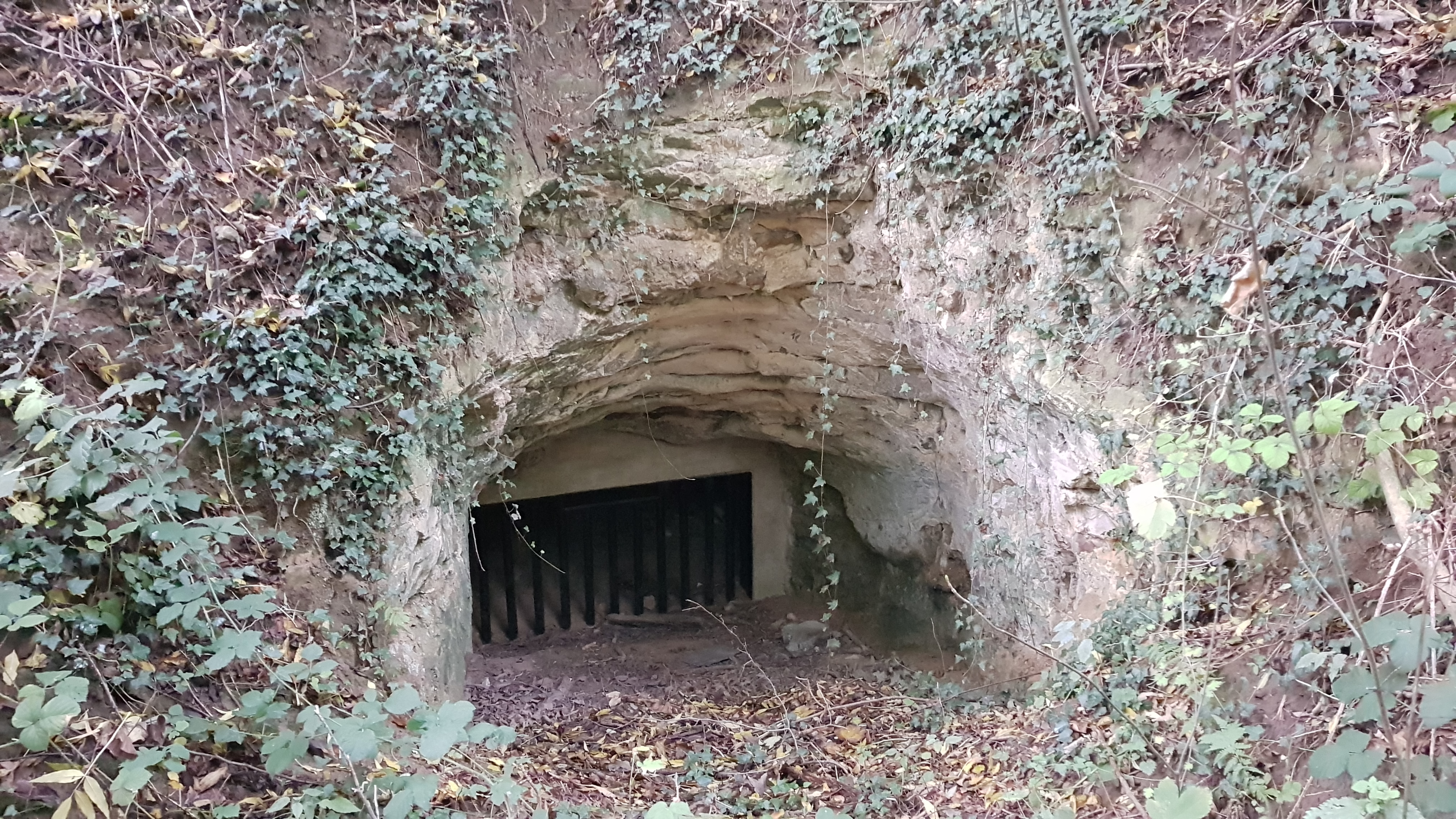
Zuidelijke ingang Scheuldergroeve I

De Scheuldergroeve I is een voormalige Limburgse mergelgroeve in Nederlands Zuid-Limburg in de gemeente Eijsden-Margraten. De groeve ligt in de westelijke dalwand van het droogdal de Duisteregrub/Duustergrub op het Plateau van Margraten. Ten zuidwesten van dit droogdal ligt Scheulder.
Naar het noordoosten liggen de Scheuldergroeve II en Scheuldergroeve III.

## Geschiedenis
In de 18e eeuw werd de groeve door blokbrekers reeds ontgonnen getuige een opschrift dat stamt uit die tijd.
Door de tijd is de ingang van groeve volgestroomd met grond als gevolg van instortingen.
In de herfst van 2004 werd de ingang van de groeve open gegraven door de Stichting Instandhouding Kleine Landschapselementen in Limburg, werden er twee keermuren gemaakt om het inspoelen van grond te voorkomen en werd de groeve met hekwerk afgesloten.

## Groeve
De Scheuldergroeve I is een kleine groeve met afmetingen van ongeveer 20 bij 30 meter. De groeve heeft twee ingangen.
De ingang van de groeve is afgesloten, zodanig dat vleermuizen de groeve kunnen gebruiken als verblijfplaats.
De beheerder van de groeve is de Stichting ir. D.C. van Schaïk. Voor 2015 werd de groeve op veiligheid onderzocht en werd deze afgekeurd.